# Haderslev Kommune
Die Haderslev Kommune ist eine dänische Kommune in der Region Syddanmark. Sie umfasst eine Fläche von 818,70 km² und hat 55.353 Einwohner (Stand 1. Januar 2023). Verwaltungssitz und wirtschaftliches Zentrum der Kommune ist Haderslev.
Sie entstand mit der dänischen Kommunalreform zum 1. Januar 2007 durch die Zusammenlegung der bisherigen Haderslev Kommune mit Gram Kommune und Vojens Kommune sowie den Kirchspielen Bevtoft Sogn (Nørre-Rangstrup Kommune), Hjerndrup Sogn, Bjerning Sogn und Fjelstrup Sogn (Christiansfeld Kommune) im damaligen Sønderjyllands Amt. Eine Volksbefragung in der Kommune Christiansfeld hatte zunächst eine Mehrheit für die neue Kolding Kommune ergeben. Nach Anruf des Schlichters Thorkild Simonsen fanden am 16. Juni 2005 weitere Abstimmungen auf Grundlage der Kirchspiele statt.
In der Kommune lebt eine deutsche Minderheit, die eine eigene Schule, einen Kindergarten und eine Bibliothek unterhält und derzeit mit einem Vertreter im Gemeinderat vertreten ist.

## Kirchspielsgemeinden und Ortschaften in der Kommune
Auf dem Gemeindegebiet liegen die folgenden Kirchspielsgemeinden (dän.: Sogn) und Ortschaften mit über 200 Einwohnern (byer nach Definition der dänischen Statistikbehörde); Einwohnerzahl am 1. Januar 2023, bei einer eingetragenen Einwohnerzahl von Null hatte der Ort in der Vergangenheit mehr als 200 Einwohner:
| Nummer | Sogn                       | Einw.  | Ortschaft                | Einw.       |
| ------ | -------------------------- | ------ | ------------------------ | ----------- |
| –      | Aller Sogn                 | 543    |                          |             |
| 20     | Bevtoft Sogn               | 1.326  | Bevtoft                  | 730         |
| 10     | Bjerning Sogn              | 327    |                          |             |
| 11     | Fjelstrup Sogn             | 1.116  | Fjelstrup                | 540         |
| 04     | Fole Sogn                  | 395    | Fole                     | 215         |
| 16     | Gammel Haderslev Sogn      | 7.350  |                          |             |
| 05     | Gram Sogn                  | 3.338  | Gram                     | 2.486       |
| 24     | Grarup Sogn                | 314    | Hejsager                 | 259         |
| 17     | Haderslev Vor Frue Domsogn | 13.766 | Haderslev                | 22.182      |
| 27     | Halk Sogn                  | 440    |                          |             |
| 15     | Hammelev Sogn              | 1.491  | Hammelev Styding         | 948 230     |
| 03     | Hjerndrup Sogn             | 226    |                          |             |
| 22     | Hoptrup Sogn               | 2.053  | Hoptrup Marstrup         | 628 784     |
| 12     | Højrup Sogn                | 765    | Arnum                    | 501         |
| 07     | Jegerup Sogn               | 3.107  | Jegerup                  | 406         |
| 08     | Maugstrup Sogn             | 477    | Maugstrup                | < 200       |
| 09     | Moltrup Sogn               | 544    |                          |             |
| 06     | Nustrup Sogn               | 1.153  | Nustrup                  | 535         |
| 01     | Oksenvad Sogn              | 599    | Mølby                    | 255         |
| 13     | Skrydstrup Sogn            | 1.142  |                          |             |
| 02     | Sommersted Sogn            | 1.420  | Sommersted               | 1.054       |
| 23     | Sønder Starup Sogn         | 3.024  | Starup                   | 2.492       |
| 21     | Vedsted Sogn               | 2.234  | Over Jerstal Vedsted     | 1.124 366   |
| 26     | Vilstrup Sogn              | 1.241  | Sønder Vilstrup Kelstrup | 398 < 200   |
| 14     | Vojens Sogn                | 4.005  | Vojens                   | 7.480       |
| 19     | Vonsbæk Sogn               | 449    |                          |             |
| 18     | Åstrup Sogn                | 1.352  |                          |             |
| 25     | Øsby Sogn                  | 1.555  | Årø Årøsund Øsby         | 147 311 468 |

1. ↑  Aller Sogn liegt zu einem kleinen Teil mit Enklaven im Gebiet des Fjelstrup Sogn in der Haderslev Kommune, der Hauptteil des Kirchspiels liegt in der Kommune Kolding.
2. 1 2  Maugstrup hatte 2014 erstmals weniger als 200 Einwohner, bei Kelstrup war das erstmals 2020 der Fall.

## Politik

### Bürgermeister
| Name                   | Partei             | Amtsperiode (1. Jan. – 31. Dez.) |
| ---------------------- | ------------------ | -------------------------------- |
| Hans Peter Geil        | Venstre            | 2007–2009                        |
| Jens Christian Gjesing | Socialdemokraterne | 2010–2013                        |
| Hans Peter Geil        | Venstre            | 2014 –2021                       |
| Mats Skau              | Venstre            | 2022 -                           |

Chef der Kommunalverwaltung ist seit 2020 Direktor (Kommunaldirektør) Peter Karm.

## Partnerstädte
Die Haderslev Kommune unterhält folgende Städtepartnerschaften:
- Frankreich: Braine
- Deutschland: Lutherstadt Wittenberg
- Schweden: Varberg
- Norwegen: Sandefjord
- Finnland: Uusikaupunki